# سينيجيانو

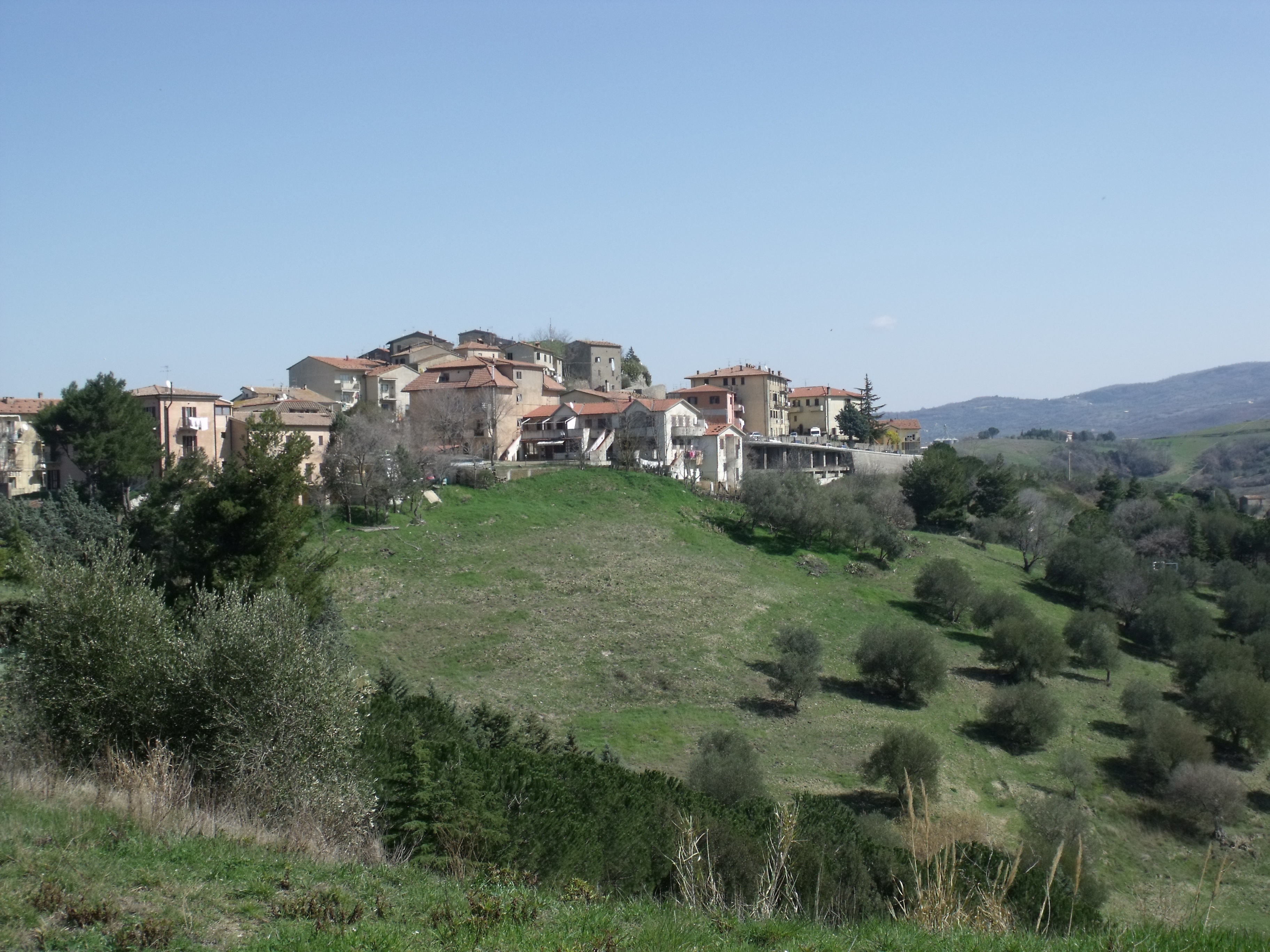
سينيجيانو

سينيجيانو هي بلدية تقع ضمن مقاطعة غروسيتو في منطقة تُسكانة الإيطالية، تقع على بعد حوالي 100 كيلومتر (62 ميل) إلى الجنوب من مدينة فلورنسا، وحوالي 25 كيلومترا (16 ميل) شمال شرق غروسيتو. في 31 ديسمبر 2004، كان عدد سكانها 2624 وبلغ مساحتها 161.4 كيلومتر مربع (62.3 ميل مربع).

## السكان
في سنة 1861 بلغ عدد السكان 3٬472 نسمة، وتطور العدد ليصل في سنة 2011 لـ 2٬662 نسمة.
يظهر هذا المخطط البياني تطور النمو السكاني لـ سينيجيانو

## وصلات خارجية
- www.comune.cinigiano.gr.it/
- Southern Tuscany - Map It Out! Useful travel information and updated events in and around Cinigiano